# 竹蟶科
竹蟶科，其物種俗稱蟶子（臺語：ㄊㄢ/than，同「攤」)，是海洋雙殼綱貝類的一個科，舊屬真瓣鳃目或簾蛤目，今屬貧齒蛤目。
本科物種為常見的海鮮食材，形狀呈長扁方型。在中國大陸沿海城市街市爲常見海鮮食材，臺灣、韓國與日本亦有分佈。清《宁海县志》记载：「蛏、蚌属，以田种之种之谓蛏田，形狭而长如中指，一名西施舌，言其美也」。

## 分類
- 竹蟶屬 Solen
- 劍蟶屬 Ensis[2]:143[3]：連同化石物種共有物種14種[3]。模式種為大劍蟶（Ensis magnus）[2]:143

## 食法
- 廣東流行蒸或炒

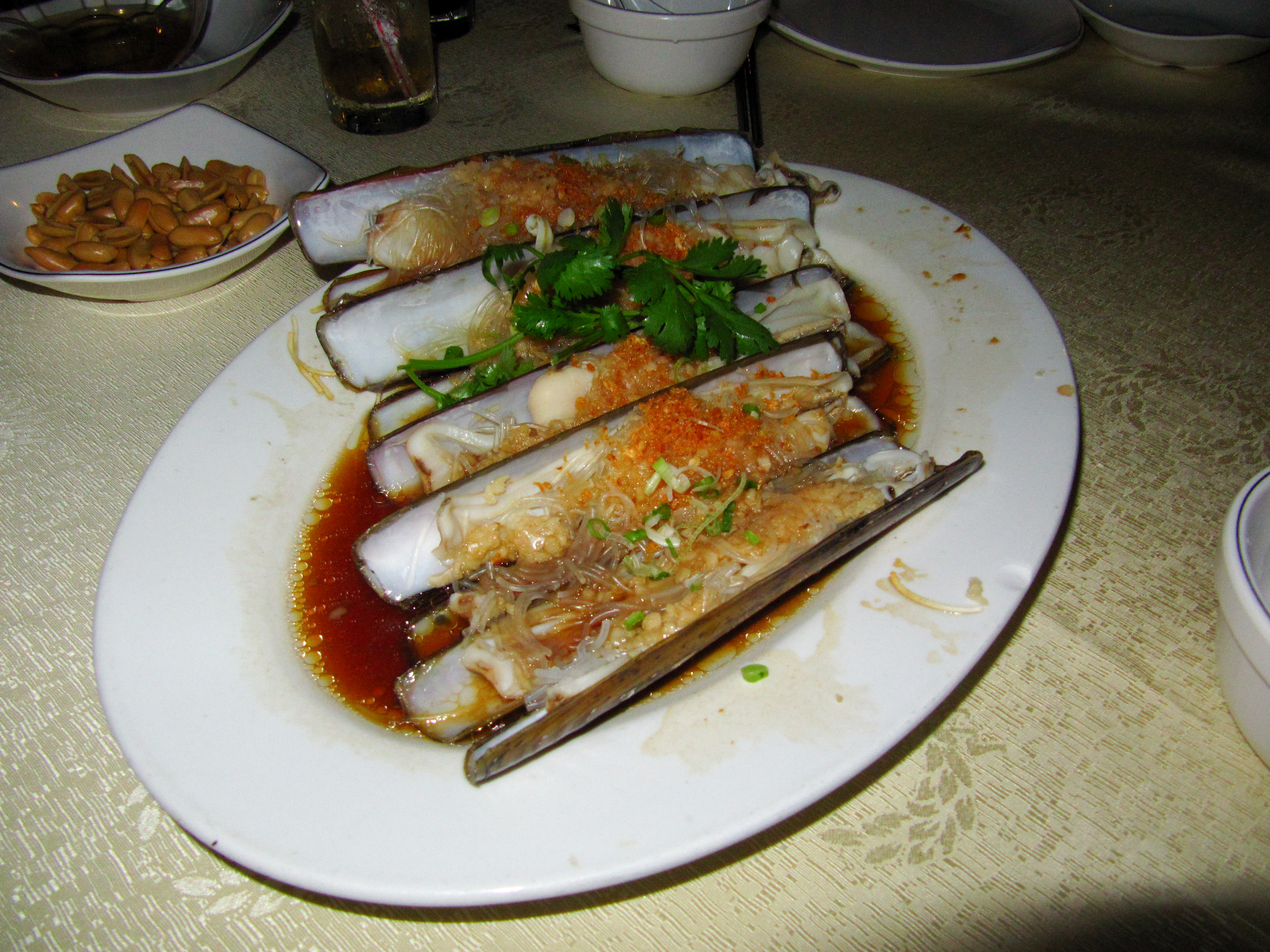
蒜茸蒸蟶子
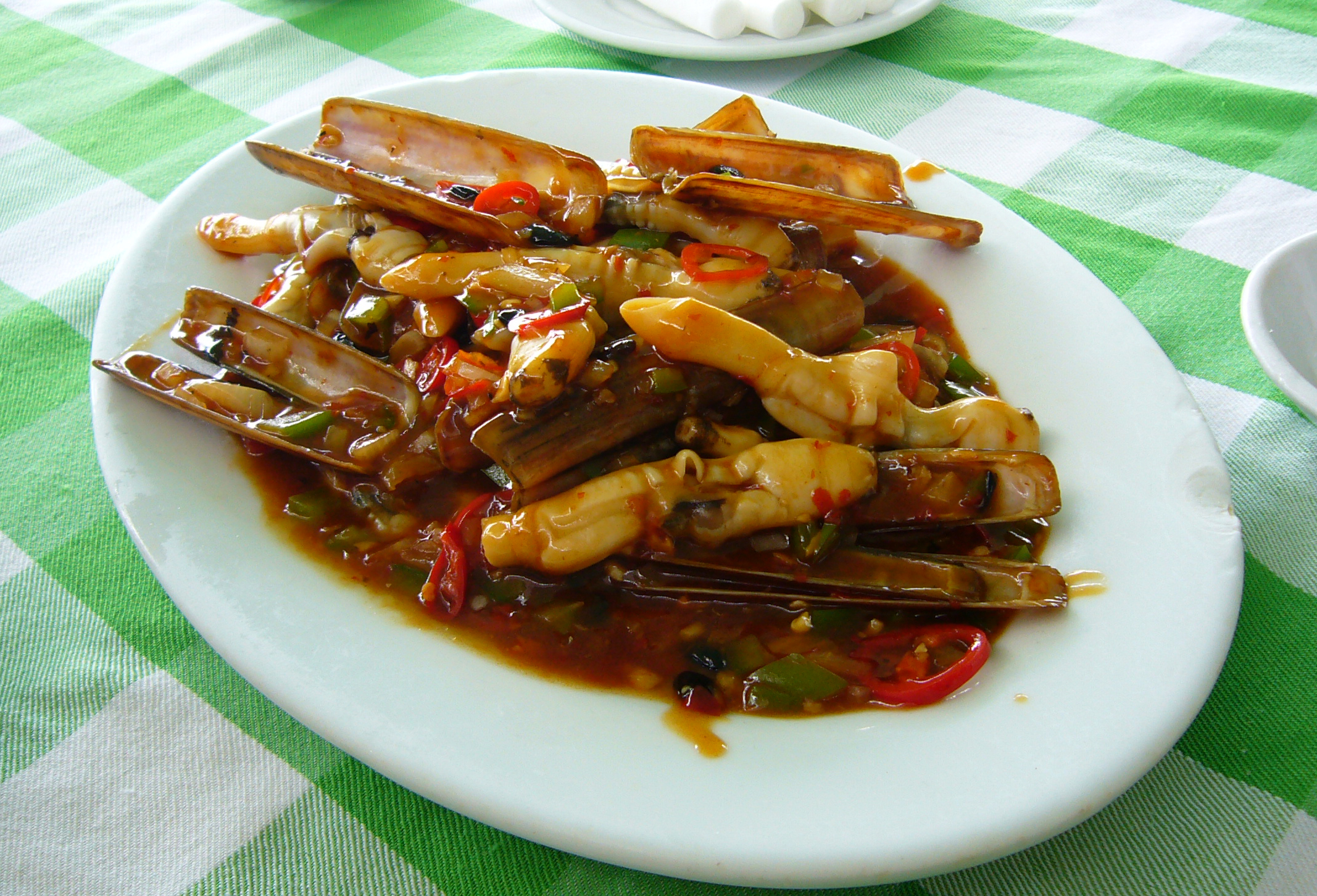
豉椒炒蟶子
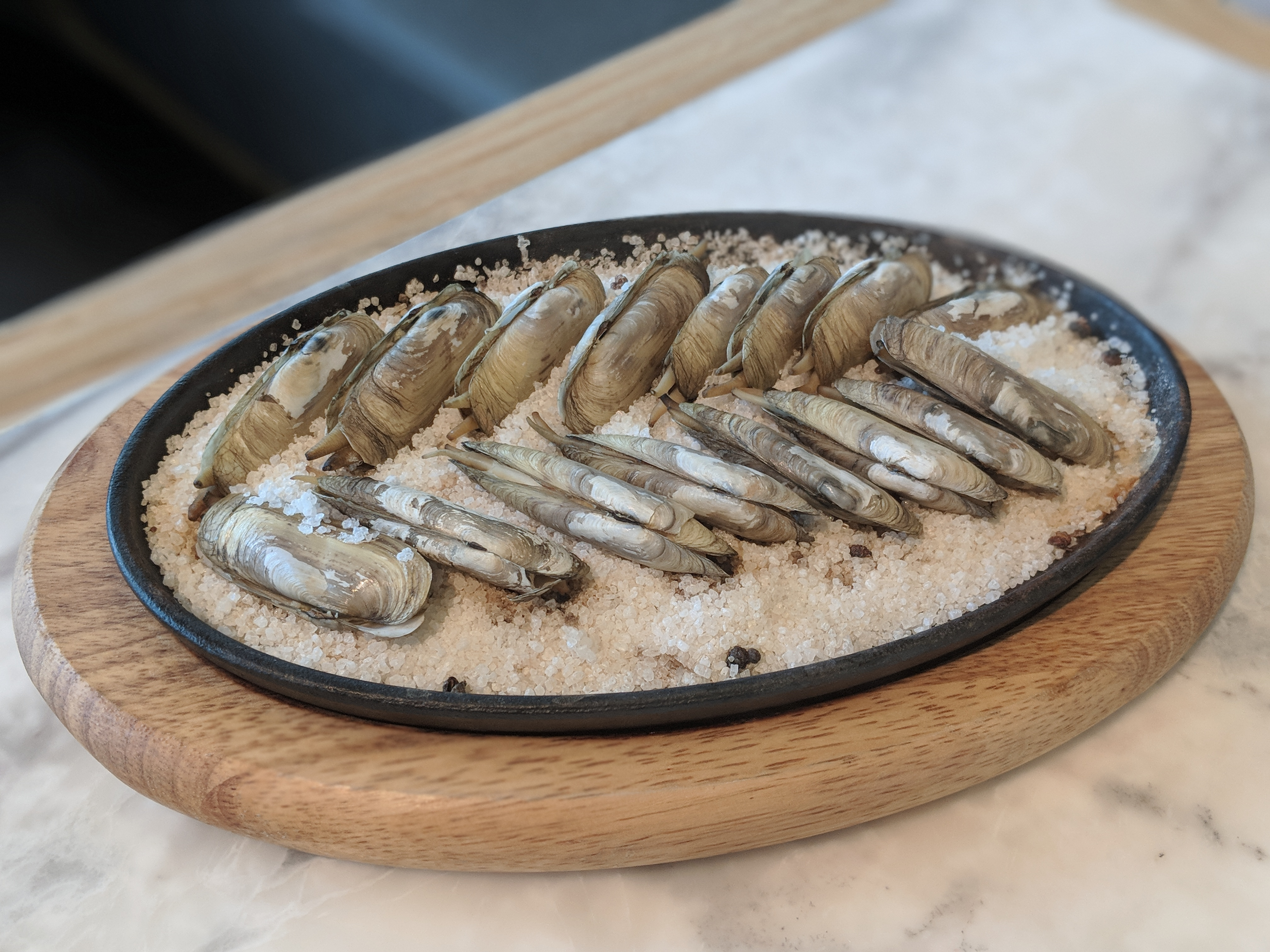
盐烤蛏子

## 延伸阅读
[在维基数据编辑]
 《欽定古今圖書集成·博物彙編·禽蟲典·蟶部》，出自陈梦雷《古今圖書集成》